# 张鸣岐 (1945年)
张鸣岐（1945年10月31日—1994年7月14日），男，黑龙江哈尔滨人，祖籍山东昌邑，中华人民共和国革命烈士。

## 生平
张鸣岐之父张跃宗在文化大革命前曾任哈尔滨市委组织部干部处处长，张鸣岐是家中的长子。张鸣岐1966年参加工作，进入沈阳黎明机械厂，1971年加入中国共产党，曾任中国共青团辽宁省委副书记、沈阳市副市长、政法委书记等职，1993年11月28日升任锦州市市委书记。1993年，张鸣岐在竞选沈阳市副市长时曾因竞选对手马向东拉选票而退出选举，马向东后于2001年因慕马案被判处死刑。
1994年7月13日，锦州市、朝阳市等地的暴雨导致大凌河水位猛涨，当天原本在沈阳开会的张鸣岐连夜赶回布置救灾。14日凌晨1时许，张在凌海市大凌河镇实地察看灾情时，当地堤防突然决堤，张鸣岐以身殉职，同时遇难的还有凌海市委秘书张秀和以及锦州有线电视台记者杨晔。

## 身后
张鸣岐的遗体于7月16日被打捞出水。7月17日，朱镕基及胡锦涛致电慰问张鸣岐亲属。
1994年7月18日上午，锦州市数千名党员干部和群众冒着风雨为他送行。8月15日，中共辽宁省委做出决定，命名张鸣岐为“党的优秀领导干部”，授予其革命烈士称号。张鸣岐牺牲后，市委工作由锦州市委副书记、市长关永光主持，直至1994年9月崔文信被任命为锦州市委书记。
2015年5月，其子张靖利用担任朝阳市建平县长职务上的便利，非法收受他人贿赂合计人民币2118.387万元、美元5.8万元。被指控犯受贿罪、贪污罪、巨额财产来源不明罪三项罪名。2021年8月，曾在张鸣岐殉职当晚陪同视察的凌海市委原书记薛恒（2018年退休前官至辽宁省政协副主席）主动投案。

## 相关作品
- 长春电影制片厂1995年电影《张鸣岐》（旭辉执导，陆今龙主演）[9][10]
- 1995年话剧《张鸣岐》（白雪生编剧）
- 报告文学《锦州之恋——记锦州市委书记张鸣岐》（邢军纪 、曹岩编著）